# Jonas Elmer
Jonas Elmer (Zürich, Suiza, 28 de febrero de 1988) es un futbolista suizo. Juega de defensa y su actual club es el FC Sion de la Super Liga Suiza.

## Carrera profesional
Jonas Elmer debutó en el fútbol profesional en el FC Aarau en 2007, donde ya ha jugado más de 25 partidos.

## Clubes
| Club     | País  | Año       |
| -------- | ----- | --------- |
| FC Aarau | Suiza | 2007-2010 |
| FC Sion  | Suiza | 2010-     |